# Mörk dvärgkänguruspringmus
Mörk dvärgkänguruspringmus (Microdipodops megacephalus) är en däggdjursart som beskrevs av Clinton Hart Merriam 1891. Microdipodops megacephalus ingår i släktet dvärgkänguruspringmöss, och familjen påsmöss. IUCN kategoriserar arten globalt som livskraftig. Inga underarter finns listade i Catalogue of Life. Wilson & Reeder (2005) skiljer mellan 13 underarter.
Som namnet antyder har arten mörkare brun päls på ovansidan än den andra arten i samma släkte. Undersidan är täckt av ljusgrå till vit päls och svansen har en svart spets. Den centrala delen av svansen kan lagra fett som förbrukas under vintern.
Arten förekommer i Nevada (USA) samt i angränsande regioner av Kalifornien, Oregon och Utah. Habitatet utgörs av halvöknar och torra buskskogar med sandig mark.
Individerna är främst aktiva på natten och de skapar underjordiska tunnelsystem. Denna gnagare äter frön samt några insekter och den behöver inget extra vatten. Mellan november och februari stannar individerna i boet. Honor har troligen flera kullar per säsong och de flesta ungar föds i maj och juni. Per kull föds två till sju ungar. Hanens revir är tydligt större än honans revir.